# Rock de la mujer perdida
Rock de la mujer perdida es el quinto y último álbum de estudio del grupo argentino Los Gatos, editado en 1970 por el sello discográfico RCA Vik. Después de un primer alejamiento de la banda, el resto del grupo, excepto Litto Nebbia, viajó a los Estados Unidos en busca de nuevas influencias musicales en 1969. Esto trajo bastantes cambios en la banda, el grupo dejará de lado el beat rock para transformar su sonido en algo más blusero y roquero. Las canciones «Rock de la mujer perdida» y «Mujer de carbón», entre otras, lo demuestran. Este LP con el paso de los años sería considerado el mejor de Los Gatos y uno de los mejores del rock nacional argentino.

## Historia
Originalmente el álbum se iba a titular Rock de la mujer podrida, pero por problemas de la censura tuvieron que cambiarlo. Según el propio Nebbia “a la compañía discográfica le pareció muy agresivo y le cambié el título. En ese momento me pareció que estaba bien, que la esencia era la misma”. Sigue Litto: “En la portada queríamos una mujer que respondiera a la bohemia del personaje al que se refiere la letra de la canción... y encontramos a esta chica que laburaba en una boutique de la Galería del Este, sobre avenida Santa Fe”. La primera fotografía que vieron Ciro Fogliatta y Bony para la tapa fue de un banco de imágenes, en la que la modelo, según el tecladista: 

Era el triple de gorda y con una ropa de lencería negra espectacular. No se podían conseguir los derechos, pero nos propusimos mantener ese espíritu. Es una tapa muy loca, porque quedó esa historia dando vueltas que aseguraba que la mina de la foto era yo, vestido de mujer. A mucha gente, si le decías que era yo, le tirabas la moral abajo. Los argentinos somos supermitómanos y ese tipo de cosas nos encantan.

## Recepción
En el año 2007, la revista Rolling Stone de Argentina lo ubicó en el puesto 94.º de su lista de «Los 100 mejores álbumes del rock argentino», aunque descendió al puesto 99.º en la versión actualizada de la lista en 2013. La canción homónima fue considerada, en 2007, por Rock.com.ar como la 53° mejor canción del rock argentino en la lista de Las 100 de los 40.

## Lista de canciones
- Todos los temas fueron compuestos por Litto Nebbia, excepto donde se indica.

Lado A
1. Rock de la mujer perdida - 3:10
2. Réquiem para un hombre feliz - 3:49
3. Los días de Actemio - 3:50
4. Invasión (Fogliatta, Pappo, Moro, Toth) - 7:03

Lado B
1. Mujer de carbón - 5:48
2. No fui hecho para esta tierra - 3:09
3. Por qué bajamos a la ciudad - 3:35
4. Blues de la calle 23 - 6:35

Bonus de la reedición en CD
1. Escapando de mí - 2:20
2. Antonio - 4:18
3. Presentación y charla con el público (En vivo) - 0:52
4. Blues de la calle 23 (En vivo) - 7:30
5. Mujer de carbón (En vivo) - 5:35

## Músicos
Los Gatos
- Litto Nebbia - voz principal y coros, guitarra rítmica, armónica y pandereta
- Pappo - guitarra principal
- Alfredo Toth - bajo y coros
- Ciro Fogliatta - órgano, piano y coros
- Oscar Moro - batería

Invitado
- Daniel Irigoyen - coros en "Porque bajamos a la ciudad".